# 959
Năm 959 là một năm trong lịch Julius.